# T. Garry Buckley

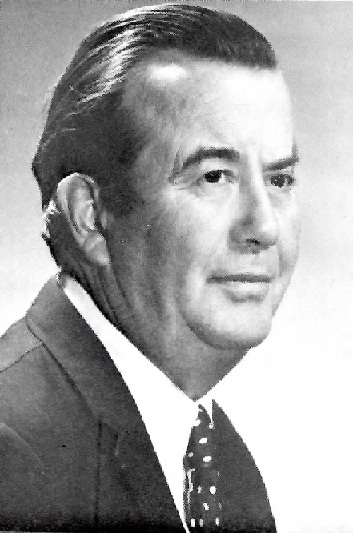
Thomas Garry Buckley

Thomas Garry Buckley (* 13. September 1922 in Albany, New York; † 23. Mai 2012 in Stowe, Vermont) war ein US-amerikanischer Politiker der Republikanischen Partei. Von 1977 bis 1979 war er der 72. Vizegouverneur von Vermont.

## Biografie
Buckley wuchs in Albany zusammen mit drei Brüdern und einer Schwester auf. Sein Vater betrieb mehrere Kinos. Buckley besuchte die Albany Academy for Boys. Später zog die Familie nach Bennington in Vermont und betrieb dort das General Stark Theatre. Er ging auf die Cranwell Preparatory School und besuchte danach die Brown University. Letztere verließ er jedoch um 1942 in die United States Army Air Forces einzutreten. Dort diente er als Pilot eines Lastenseglers, in dessen Umgang er andere Piloten ausbildete. 1945, Buckley war noch im Dienst, heiratete er seine erste Frau. Nach dem Krieg arbeitete er als Immobilienmakler in Bennington County. 
Daneben war Buckley seit den 1950er Jahren sehr aktiv im Gemeindeleben von Bennington, unter anderem war er Village of Old Bennington Trustee und Mitglied der Highway Commission, und betätigte sich als Unabhängiger auch kommunalpolitisch. 1952 kandidierte als Unabhängiger um einen Sitz im Repräsentantenhaus von Vermont, unterlag jedoch John Hart, der sowohl von Demokraten und Republikanern unterstützt wurde. 1954 wurde Buckley, nun Republikaner, erstmals in den Senat von Vermont gewählt und gehörte diesem mehrere Legislaturperioden an. In dieser Zeit war er unter anderem Vorsitzender des Senate Judiciary Committee. 
Anfang der 1960er Jahre gründete er zusammen mit A. Luke Crispe, einem Anwalt aus Brattleboro, die Vermont Independent Party, die sich gegen die Wiederwahl des republikanischen Gouverneurs F. Ray Keyser richtete. Buckley nahm Keyser dessen Entscheidung bei der Vergabe der Betriebslizenz der Pferderennbahn Green Mountain Racetrack in Pownal an Interessenten aus Rhode Island übel. Buckley, der sich zusammen mit Crispe ebenfalls für die Betriebslizenz interessiert hatte, hätte zumindest die Vergabe an Interessenten aus Vermont favorisiert. Der Antritt der Vermont Independent Party bei den Gouverneurswahlen 1962 waren mitunter ein Grund, warum Keyser die Wiederwahl verpasste und mit Philip H. Hoff der erste Demokrat seit 1854 zum Gouverneur gewählt wurde. Dadurch, dass Hoff auch der Kandidat der Vermont Independent Party war, war es sonst traditionell republikanischen Wählern möglich für Hoff zu stimmen, ohne der Demokratischen Partei ihre Stimme zu geben. 
Buckley trat 1976 zur Wahl des Vizegouverneurs von Vermont an und wurde mit 47,6 % der Stimmen Zweiter hinter seinem demokratischen Kontrahenten John Alden. Da keiner der Kandidaten die nötige absolute Mehrheit erreichte, oblag es nach der Verfassung des Bundesstaates dem Parlament, also der Vermont General Assembly, den neuen Vizegouverneur zu wählen. Buckley gewann in der folgenden Wahl am 6. Januar 1977 90 Stimmen, während Alden 87 Stimmen auf sich vereinen konnte. Der dritte Kandidat, John Franco von der Liberty Union, erhielt eine Stimme. Alden klagte später erfolglos vor Gericht gegen dieses Ergebnis. Buckley bekleidete den Posten des Vizegouverneurs von 1977 bis 1979. Als Vizegouverneur geriet er oft mit seinem Parteikollegen Richard A. Snelling, der das Amt des Gouverneurs bekleidete, aneinander. So entschied er 1978 bei Stimmengleichheit im Senat das staatliche Health Department in Burlington zu belassen und unterstützte einen Steuererleichterungsplan für Green Mountain Racetrack, wogegen Snelling später sein Veto einlegte. Bei den republikanischen Vorwahlen 1978 für die Kandidatur als Vizegouverneur unterlag er Peter Plympton Smith, der einen Vorsprung von 15 % vor Buckley erzielt. 
1980 kandidierte Buckley erfolglos für seine Nominierung als Kandidat bei den Wahlen zum Senat der Vereinigten Staaten. Buckley ging nun in den Ruhestand und zog nach Florida. Während der Sommermonate hielt er sich oft in Vermont auf und kehrte schließlich 2010 ganz in den Bundesstaat zurück, wo er sich mit seiner vierten Frau in Stowe niederließ. Buckley hatte vier Söhne und eine Tochter.